# Téviec
Téviec é uma ilha privada localizada a oeste do istmo da península de Quiberon, em Saint-Pierre-Quiberon, na Bretanha, França. Desabitada, configura um importante sítio arqueológico e reserva natural.

## Sítio arqueológico

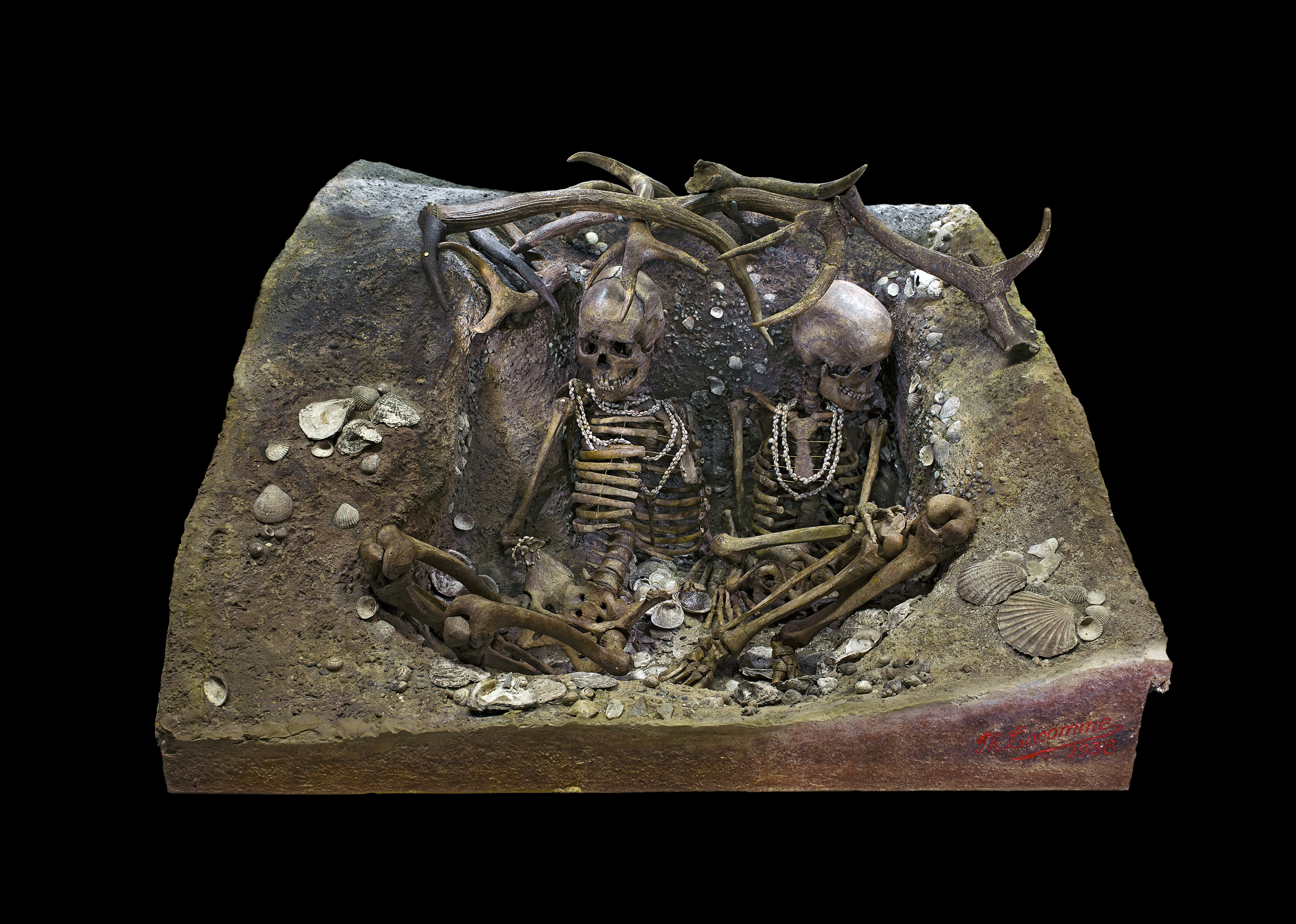
Necrópole do Téviec

Entre 1928 e 1934, uma variedade de sítios e uma necrópole do Mesolítico foram descobertos e escavados em Téviec pelo casal de arqueólogos amadores, Martha e Saint-Just Péquart. Muitos dos itens recuperados acabariam expostos no Museu de Toulouse.